# Усть-Илимск (станция)
Усть-Или́мск — станция Тайшетского региона Восточно-Сибирской железной дороги в поселке Железнодорожный Усть-Илимского района Иркутской области.
Находится на 215 километре тупиковой ветки Хребтовая — Усть-Илимск, конечная пассажирская станция.

## Дальнее сообщение по станции
| № поезда | Маршрут движения      | № поезда | Маршрут движения      |
| -------- | --------------------- | -------- | --------------------- |
| 87       | Усть-Илимск — Иркутск | 88       | Иркутск — Усть-Илимск |

## Пригородное сообщение по станции
| № поезда  | Маршрут движения                  | № поезда  | Маршрут движения                  |
| --------- | --------------------------------- | --------- | --------------------------------- |
| 6565/6563 | Усть-Илимск — Коршуниха-Ангарская | 6564/6566 | Коршуниха-Ангарская — Усть-Илимск |
| 6569/6567 | Усть-Илимск — Коршуниха-Ангарская | 6568/6570 | Коршуниха-Ангарская — Усть-Илимск |